# Opracowanie zasobu archiwalnego
Opracowanie zasobu archiwalnego – zakres metodyki archiwalnej, działania mające na celu zabezpieczenie całości zasobu, nadanie mu trwałego porządku oraz udostępnienie go użytkownikom. Udostępnienie wymaga opisania treści archiwaliów w pomocach archiwalnych. Przedmiotem opracowania jest zawsze zespół lub zbiór archiwalny. Wyróżnia się zakres opracowania podstawowy i szczegółowy.

## Etapy opracowania

### Studia wstępne
Studia wstępne to naukowe badanie zespołu; wyróżnia się studia nad twórcą zespołu i nad zespołem. Ich celem jest jak najdokładniejsze poznanie opracowywanego zespołu.
Studia nad twórcą zespołu (czyli urzędem, przedsiębiorstwem, instytucją) to między innymi ustalenie faktów z jego historii oraz jego funkcji i organizacji ze wszelkimi zmianami. Zaliczają się do tego przyczyny powołania i likwidacji, miejsce w hierarchii instytucji, jego znaczenie, funkcje rzeczowe i terytorialne. Studia nad zespołem polegają na poznaniu jego przeszłości kancelaryjnej oraz odtworzenie procesu aktotwórczego, czyli obiegu pism, układu kancelaryjnego. Należy pamiętać, że wszystkie zebrane informacje muszą opierać się na rzetelnych źródłach.
Studia wstępne pozwalają na ustalenie granic zespołu, jego wyodrębnienie, właściwy wybór metody porządkowania i pomocy archiwalnych.

### Wyodrębnienie zespołu
Przy wyodrębnieniu występują trudności związane z:
- granicami czasowymi – granice odpowiadają latom działalności twórcy, ale występują też anteriora (należące do poprzednika) i posteriora (należące do organów likwidacyjnych), które wchodzą w skład zespołu.
- zmianami państwowości – stanowi ona moment rozdzielający zespoły instytucji państwowych; nie dotyczy to instytucji samorządowych i szkół.
- podwójnym podporządkowaniem jednostek organizacyjnych – należy je ustalać w odniesieniu do prawa administracyjnego; metodyka archiwalna zaleca określenie odrębności jednostek organizacyjnych poprzez odrębność kompetencji, stopnia samodzielności, nazwy, budżetu.
- połączeniem registratur – jest spowodowania sukcesją czynną, występującą gdy sukcesor kontynuuje czynności poprzednika; jednostkę kancelaryjną można pozostawić u sukcesora, przydzielić zespołowi, który wytworzył więcej dokumentów lub twórcy, który wyznaczył jej miejsce w swojej registraturze; czasem nie można podzielić registratur i powstaje zespół złożony.
- niepełnością zespołu – gdy niektóre części zespołu są przechowywane w innych archiwach należy je scalić, najlepsze jest scalenie idealne, czyli uwzględnienie tych części w inwentarzu.

### Porządkowanie
Porządkowanie polega na ułożeniu na ułożeniu jednostek archiwalnych w zespole tak, aby zapewnić najlepszą dostępność zespołu. Wyróżnia się dwie czynności – wybór metody porządkowania i właściwe porządkowanie.

#### Metody porządkowania
Wybór metody jest zależny od struktury wewnętrznej zespołu, układu kancelaryjnego, stanu zachowania sygnatur i zespołu. Wyróżnia się cztery metody porządkowania:
- odtworzenia układu pierwotnego – polega na ścisłym odtworzeniu układu na podstawie sygnatur lub w przypadku kilku układów pierwotnych, dostosowanie ich do przeważającego.
- strukturalno-organizacyjną – polega na odtworzeniu struktury organizacyjnej twórcy i przyporządkowanie komórkom organizacyjnym określone jednostki.
- funkcyjną – polega na odtworzeniu funkcji twórcy (od ogólnych do szczegółowych) i przydzieleniu im określonych jednostek.
- schematyczno-rzeczową – polega na stworzeniu schematu rzeczowego i przydzielaniu według niego jednostek; wyróżnia się dwa schematy – gdy archiwista tworzy go na podstawie treści zespołu i gdy tworzy go bez znajomości treści zespołu.

#### Porządkowanie właściwe
Porządkowanie wymaga wykonania czynności w określonej kolejności:
- rozpoznanie przynależności zespołowej i segregacja na zespoły – nie trzeba segregować zespołów prostych.
- segregacja na serie – występują różne rodzaje serii, które tworzą układ hierarchiczny.
- systematyzacja jednostek w seriach – jest zależna od wybranej metody porządkowania
- opracowanie jednostki archiwalnej – uporządkowanie pism i uzupełnienie opisu kancelaryjnego jednostki.
- brakowanie – dotyczy tylko zespołów od drugiej połowy XIX wieku.

### Opis archiwaliów
Polega na spisaniu jednostek archiwalnych zgodnie z zasadami i metodami stosowanymi w archiwistyce. Wyróżnia się opis tradycyjny i komputerowy, który jest oparty na funkcjonujących bazach danych, na przykład systemie ZoSIA.

#### Tradycyjny opis archiwaliów
Przykładami tradycyjnych opisów są wstępy do inwentarza, karty zespołowe i pomoce archiwalne.
Inwentarze – wyróżnia się inwentarze kartkowe i książkowe, sumaryczne i analityczne. Dla inwentarzy kartkowych istnieje specjalny wzór z następującymi rubrykami – 1) nazwa archiwum, 2) nazwa zespołu, 3) sygnatura archiwalna, 4) tytuł jednostki, 5) daty skrajne, 6) opis zewnętrzny, 7) sygnatury dawne, 8) uwagi, 9) słowa kluczowe. Inwentarz kartkowy powinien zostać następnie przepisany na książkowy. Istotną rolę spełnia wstęp do inwentarza książkowego – służy udostępnianiu, ma ułatwiać korzystanie z inwentarza oraz podawać informacje o zespole i jego twórcy. Stosuje się określoną strukturę wstępu – 1) dzieje ustrojowe twórcy zespołu, 2) dzieje zespołu, 3) charakterystyka archiwalna zespołu, 4) zawartość zespołu, 5) analiza metod opracowania zespołu. Inwentarz zawiera też bibliografię.
Karta zespołowa – wchodzi ona w skład kartoteki zespołów archiwum. Jest to dwustronna karta o wymiarach 30 × 21 cm z 14 rubrykami. Dobrze spełnia funkcje ewidencyjne, ale gorzej informacyjne.
Pomoce archiwalne – inwentarz; katalog archiwalny – składa się z opisów jednostek; skorowidze – czyli indeksy (osobowe, rzeczowe i geograficzne, składają się z hasła i sygnatury), repetytoria (zawiera informację o zawartości archiwaliów i sygnaturę), sumariusze (zawiera regesty, daty i sygnatury); przewodniki archiwalne – po archiwach (opisują stan zasobu archiwów na różnym terenie), po zespołach (dotyczą zespołów ważnych), tematyczne (o różnym zakresie i formie), historyczno-ustrojowe (opisują wszystkie zespoły wytworzone przez konkretną strukturę władz).